# Caladomyia kraussi
Caladomyia kraussi är en tvåvingeart som beskrevs av Sawedal 1981. Caladomyia kraussi ingår i släktet Caladomyia och familjen fjädermyggor. Inga underarter finns listade i Catalogue of Life.